# کارانتی وادداوان
کارانتی وادداوان (به لاتین: Karanthai Vaddavaan) یک منطقهٔ مسکونی در سری‌لانکا است که در استان شمالی (سری‌لانکا) واقع شده‌است.